# دیود گان

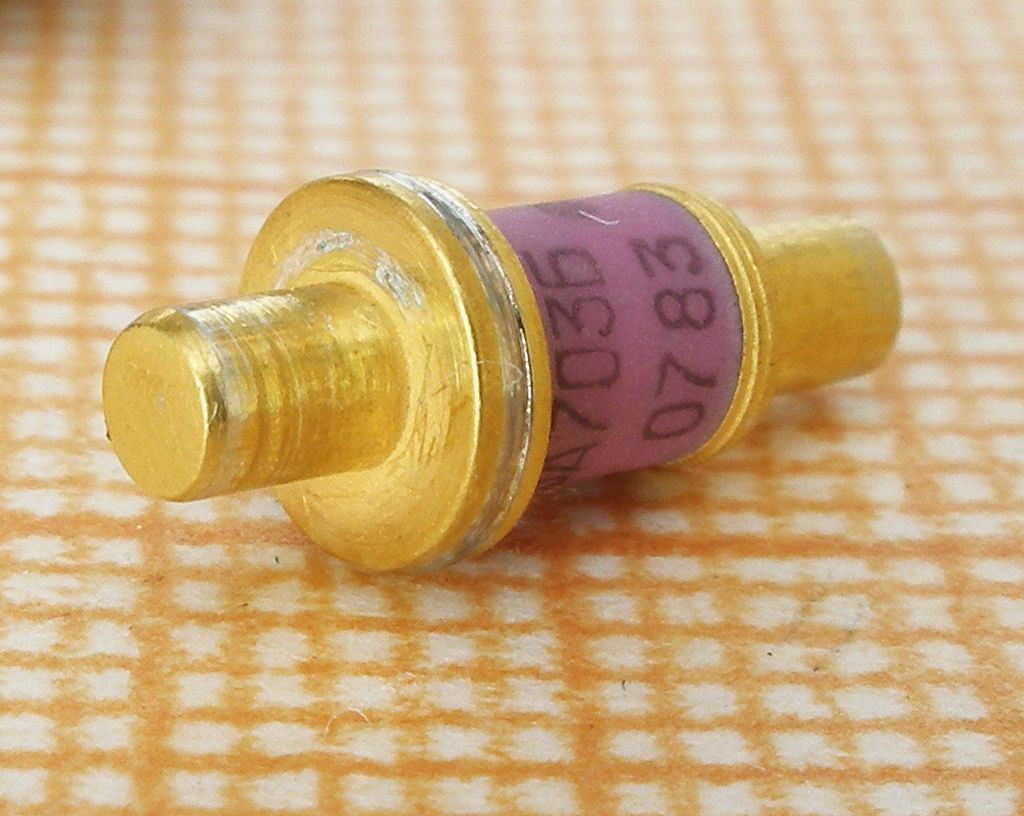
دیود گان ساخت روسیه

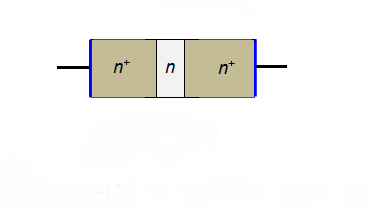
ساختمان داخلی دیود گان

مدار یک نوسان‌ساز ساده با استفاده از دیود گان

دیود گان (به انگلیسی: Gunn diode), همچنین با نام افزاره الکترون انتقال‌یافته (به انگلیسی: transferred electron device) (اختصاری تی‌ئی‌دی) نوعی دیود است که دارای دو سر می‌باشد و مقاومت منفی از خود نشان می‌دهد. از این دیود در فرکانس‌های بالا استفاده می‌شود. این قطعه بر اساس «اثر گان» که توسط جی بی گان فیزیکدان اهل بریتانیا در سال ۱۹۶۲ کشف‌شد، کار می‌کند. عمده استفاده از این دیود در نوسان‌سازهای الکترونیکی برای تولید امواج ریزموج است.
ساختمان داخلی آن بر خلاف سایر دیودها، تنها از نیم‌رسانا نوع n تشکیل یافته‌است و به همین علت، جریان را در هر دو جهت هدایت می‌کند و قابلیت یکسوسازی جریان متناوب را ندارد و از این رو بعضی از منابع اصطلاح «دیود گان» را بکار نمی‌برند و بجای آن از اصطلاح «المان الکترون انتقال‌یافته» استفاده می‌کنند.
در دیود گان سه ناحیه نیم‌رسانا وجود دارد: دو لایه دارای ناخالصی بالا از نوع n که در سمت هر یک از پایه‌های دیود قرار دارند و مابین این دو لایه، یک لایه نازک از نیم‌رسانای نوع n با آلایش کم وجود دارد. هنگامی که ولتاژی در دو سر این دیود قرار می‌گیرد، بخش عمدهٔ این ولتاژ بر روی ناحیه نازک میانی با ناخالصی کم، افت می‌کند (چراکه مقاومت الکتریکی این لایه بیشتر از دو لایه دیگر است). اگر ولتاژ افزایش یابد، جریان دیود افزایش می‌یابد ولی نهایتاً با افزایش بیشتر ولتاژ، هدایت الکتریکی لایه نازک میانی کمتر شده و مقاومت آن افزایش می‌یابد و باعث کاهش یافتن جریان کل دیود می‌شود. این رفتار به معنای این است که دیود گان دارای یک ناحیه مقاومت منفی در مشخصه جریان-ولتاژ خود است که در این ناحیه، افزایش ولتاژ، باعث کاهش جریان دیود می‌شود. از این مشخصه دیود گان می‌توان به عنوان تقویت کننده در تقویت کننده‌های رادیویی فرکانس بالا یا به عنوان نوسان‌ساز استفاده کرد.

## نوسانسازهای دیود گان

منحنی جریان-ولتاژ (IV) دیود گان مقاومت منفی بالای ولتاژ آستانه (V_{порог}) را نشان می‌دهد

در اصل، وقتی که مقاومت منفی دیود گان در مدار یک نوسان‌ساز قرار می‌گیرد، با مقاومت‌های مثبت موجود در مدار نوسان‌ساز جمع شده و اثر آن‌ها را خنثی کرده و یک مدار الکتریکی با مقاومت صفر به وجود می‌آید و باعث می‌شود مدار به‌طور خود به خود شروع به نوسان کند (علت اصلی میرا شدن نوسان در نوسان‌سازها، تلف شدن انرژی در مقاومت مدار است که با بازخورد مثبت، این تلفات را جبران می‌کنند). در مدار نوسانسازها از یک مدار تشدید برای تعیین فرکانس استفاده می‌شود که این دیود با خنثی کردن مقاومت مدار تشدید باعث شروع نوسان در فرکانس تشدید می‌شود.
دیودهای گان ساخته شده از گالیم آرسنید توانایی کار در فرکانس‌های بالا تا ۲۰۰ گیگاهرتز را دارند. دیودهایی که از گالیم نیترید ساخته شده‌اند تا فرکانس ۳ تراهرتز کاربرد دارند.
.

## چگونگی عملکرد

ساختار نوارهای الکترونیکی (باندهای انرژی) در مواد

در ساختار نوراهای انرژی برخی از نیم‌رسانا مثل گالیم آرسنید (GaAs)، علاوه بر باند هدایت و باند ظرفیت، یک نوار انرژی دیگری نیز در قسمت لایه هدایت و بالاتر از نوار هدایت اصلی، قرار دارد. این نوار، در سطح انرژی بالاتری نسبت به نوار هدایت اصلی قرار دارد و تا زمانی که انرژی کافی برای انتقال الکترون به این نوار وجود نداشته باشد، این نوار خالی از الکترون است. هنگامی که الکترون‌های موجود در نوار هدایت اصلی، انرژی کافی را دریافت نمایند (مثلاً با افزایش ولتاژ دو سر دیود)، می‌توانند از نوار هدایت اصلی جدا شده و به این نوار منتقل شوند (علت نامگذاری این قطعه به نام المان الکترون انتقال یافته به همین دلیل است). اما در این نوار، سرعت حرکت الکترون نسبت به نوار هدایت اصلی، کمتر است. در نیم‌رسانا‌هایی مانند گالیم آرسنید با افزایش ولتاژ دو سر دیود، الکترون‌های بیشتری از باند هدایت اصلی به این باند (که سرعت الکترون کمتر است) منتقل می‌شود و در نتیجه باعث کاهش جریان می‌شود (به علت کمتر شدن سرعت الکترون نسبت به باند هدایت اصلی). همان‌طور که در منحنی ولتاژ جریان این دیود می‌بینیم، مقدار حداقل این ولتاژ که موجب انتقال الکترون‌ها از باند هدایت اصلی می‌شود، ولتاژ آستانه نام دارد. حال اگر ولتاژ دو سر دیود را باز هم از مقدار آستانه بیشتر کنیم، این نوار نیز پر از الکترون شده و اشباع می‌شود و باعث ثابت ماند جریان دیود در مقدار معینی می‌گردد. مشاهده می‌شود که در ابتدا با افزایش تدریجی ولتاژ، جریان دیود افزایش می‌یابد اما در لحظه‌ای که مقدار ولتاژ به مقدار آستانه رسید، افزایش ولتاژ سبب کاهش جریان دیود می‌شود (به علت انتقال الکترون‌ها به نوار کم سرعت) که این حالت موجب پیدایش مقاومت منفی می‌شود.

## کاربردها
به دلیل قابلیت بالای دیود گان برای کارکرد در فرکانس‌های ریزموج، می‌تواند بیشترین توان خروجی را در مقایسه با سایر ادوات نیم‌رسانا در این رنج فرکانسی داشته باشند.